# Shamus Culhane
James "Shamus" Culhane, född den 12 november 1908, död den 2 februari 1996, var en amerikansk animatör, regissör och filmproducent.

## Karriär
Culhane arbetade för flera amerikanska animationsstudior, bland annat Fleischer Studios, Ub Iwerks studio, Walt Disney Productions och Walter Lantz studio. När han arbetade på Disney var han en av animatörerna som arbetade med Snövit och de sju dvärgarna och skapade filmens kanske mest välkända sekvens; animationen när dvärgarna går hem sjungandes "Hej-hå". Scenen tog Culhane och hans assistenter sex månader att färdigställa.
Senare i hans karriär var Culhane regissör för Lantz, där han regisserade Hacke Hackspett-klassikern Barberaren i Sevilla. I slutet av 1940-talet grundade han Shamus Culhane Productions, ett av de första företagen som skapade animerad tv-reklam.
Shamus Culhane Productions lades ner under 1960-talet, varpå Culhane blev chef över Fleischer Studios efterträdare, Famous Studios. Han lämnade studion 1967 och mer eller mindre pensionerade sig.
Culhane skrev två högt värderade böcker om animation: Animation from Script to Screen och hans självbiografi Talking Animals and Other People. Eftersom Culhane hade arbetat för flera olika av Hollywood animationsstudior ger hans självbiografi en överskådlig bild av animationens gyllene era i Hollywood.